# Richard Taxy
 (février 2024).
Si vous disposez d'ouvrages ou d'articles de référence ou si vous connaissez des sites web de qualité traitant du thème abordé ici, merci de compléter l'article en donnant les références utiles à sa vérifiabilité et en les liant à la section « Notes et références ».
Richard Taxy est un comédien et humoriste français.

## Biographie
Il est formé au cours dramatique René Simon, à l'École Robert Hossein de Reims et à l'Académie de danse de Jacqueline Figus, section claquettes, et Barbara Pearce, section moderne.
Ses one-man-show, dans la plus pure tradition du music-hall, ont fait le tour du monde[réf. nécessaire].
Il est un ancien de l'émission de divertissement humoristique du Petit Théâtre de Bouvard, et de La Classe.
Il fut directeur du grand théâtre de Longjumeau pendant sept ans.
Nommé aux Molière du spectacle musical pour L'Homme de la Mancha.

## Théâtre

### Mises en scène
- Enchanter sa vie.... de Laurent Buratti
- Tatrod'lachance de Amar Mostefaoui
- Ma cave à lierre de Patrick Zonens
- Merci Elvis de Richard Taxy
- Le Malade imaginaire, Le Médecin malgré lui, Les Femmes savantes, Les Précieuses ridicules de Molière
- Le Mariage de Figaro de Beaumarchais
- Sweet Charity et Cabaret de Bob Fosse
- A Chorus Line
- Molière pour les nuls de Richard Taxy, mise en scène de Richard Taxy avec la compagnie du lapin dans la calandre
- Ma cave à lierre de Patrick Zonens, mise en scène R. Taxy, avec JJ de Launay et Annie Servais

### Comédien
- Effets secondaires de Christian Laurent, avec Julie Arnold
- Merci Elvis de Richard Taxy, avec Bernard Menez, Grand Théâtre de Puteaux, petit journal Montparnasse
- Les Précieuses ridicules de Molière, avec Bruno Chapelle, Olivier Till, Sophie Legrand
- Ce soir ou jamais de Chapelle et Hodara, mise en scène de Francis Perrin, avec Philippe Chevallier et Alice Dona, Théâtre du Gymnase
- La Parenthèse du mimosa de Grégoire Aubert, mise en scène Yann Pradal, Festival d'Avignon
- Au-dessus de la ceinture, one man show, Comédie de Paris
- Crooner, Palais des congrès de Paris, avec le Glenn Miller Orchestra
- Taxy Fantaisy, one man show, Café d'Edgar
- La Sorcière du placard aux balais de Pierre Gripari, L'Histoire de Babar de Francis Poulenc, direction Alexandre Stajic, rôle du récitant, espace TDL
- Bientôt les fêtes de Bruno Druart, mise en scène Xavier Le Tourneur, avec Bernard Menez et Claude Gensac
- Paniers de crabes de Neil Simon, mise en scène Jacques Rosny, avec Georges Beller, Luis Régo et Julie Arnold, Théâtre Saint-Georges
- L'Histoire du petit tailleur de Tibor Harsányi, Le Carnaval des animaux de Camille Saint-Saëns, direction Alexandre Stajic, rôle du récitant
- Pierre et le Loup de Prokofiev, chef d’orchestre Alexandre Stajic, rôle du récitant
- L'Hôtel du libre échange de Georges Feydeau, mise en scène Jean Georges Tharaud, avec JL Moreau, Chantal Ladesou
- Mec, mic, mac de L. M. Colla, mise en scène Pascal-E. Luneau, avec Christian Vadim et Marie Fugain
- La Puce à l'oreille de Georges Feydeau, mise en scène Jean-Claude Brialy, avec Patrick Préjean, Bernard Menez, Gérard Rinaldi, Marie Lenoir, Axelle Abadie
- Trois Hommes et un poulain de John Chapman, mise en scène Christopher Renshaw, avec Patrick Préjean
- L'Homme de la Mancha de Dale Wasserman (adapté par Jacques Brel), mise en scène Jean-Luc Tardieu, avec Jean Piat et Jean Masson, Nantes, Théâtre Marigny. Nomination aux Molière du spectacle musical. Rôle de Sancho Pança
- Double Foyer de Philippe Bouvard, avec Muriel Robin, Régis Laspalès
- Le Théâtre de Bouvard, Théâtre Saint-Georges, Théâtre de la Renaissance et Eldorado
- Les Bas-fonds, Crime et Châtiment, Le Bourgeois gentilhomme, compagnie Robert Hossein, Théâtre de Reims et Théâtre de l'Odéon, Paris

## Filmographie

### Cinéma
- 1984 : Adam et Ève de Jean Luret
- 1986 : Les Clowns de Dieu de Jean Schmidt
- 1987 : La Vie dissolue de Gérard Floque de Georges Lautner
- 2005 : Les Mauvais Joueurs de Frédéric Balekdjian
- 2010 : Ensemble, nous allons vivre une très, très grande histoire d'amour... de Pascal Thomas

### Télévision
- 1982-1986 : Le Petit Théâtre de Bouvard
- 1986 : La mort d'un fonctionnaire de Narek Dourian
- 1988 : Tel père, tel fils de Didier Albert
- 1989-1994 : La classe
- 1990 : Une affaire d'État de Jean Marbœuf
- 1991 : C'est quoi ce petit boulot ? de Gian Luigi Polidoro
- 1994 : Adieu les roses de Philippe Venault
- 1996 : Navarro
- 1996 : Château Magot de Jean-Louis Lorenzi
- 1997 : Les Cordier, juge et flic de Paul Planchon
- 2001-2006 : Central Nuit de Didier Delaitre
- 2003 : La musique adoucit les meurtres de Jean-Pierre Ybert

## Organisateur de festival
- Festival du rire de Torcy
- Festival « Gagny pour rire »
- Festival L'Entracte de Chamrousse
- Festival « Rire et Chansons » de Longjumeau
- Festival d'humour de Moret-sur-Loing